# Tuilerie des Combes de Punay
La tuilerie des Combes de Punay est une ancienne tuilerie / scierie industrielle du XIXe siècle située au lieu-dit des Combes de Punay sur la commune de Malbrans dans le Doubs en Franche-Comté. L'ensemble des bâtiments, ainsi que le matériel subsistant sont inscrits aux monuments historiques depuis le 31 juillet 1979.

## Histoire
En 1839, les premiers bâtiments de la tuilerie sont construits sous l'impulsion de Charles Guyot de Vercia. La fabrication était alors encore artisanale. En 1845, une machine à vapeur est installée dans un bâtiment spécialement dédié afin de produire des « tuiles perfectionnées ». Les fours à chaux sont, quant à eux, achevés en 1864.

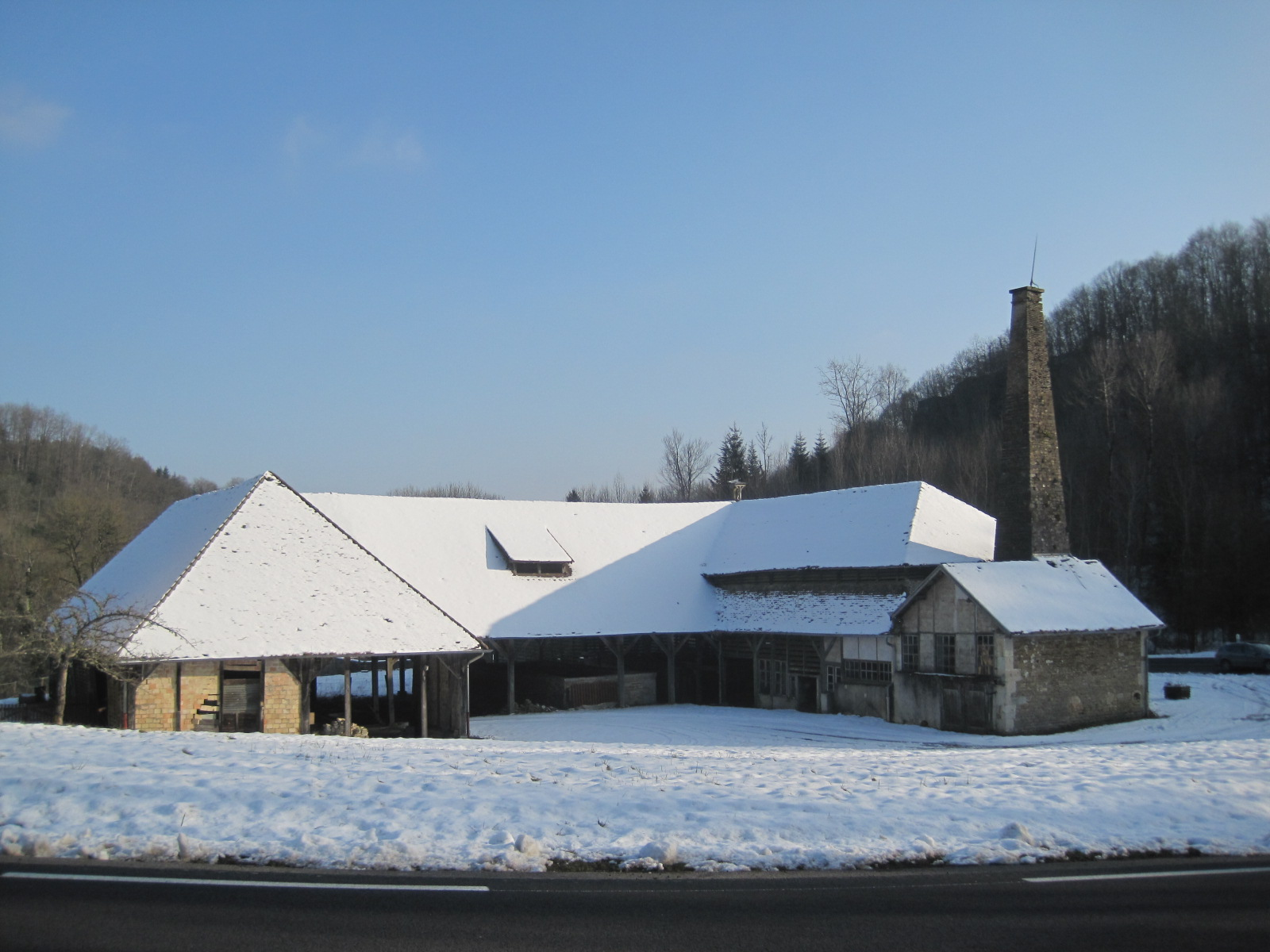
L'usine en hiver.

En 1884, Firmin Mourot, marchand de bois, rachète la fabrique et y adjoint une scierie afin d'assurer la cuisson des fours.
La fabrication de tuiles cesse en 1940 et la fabrique cesse toute activité en 1965.
Des campagnes de restauration ont lieu en 1978 et 1988. Le site est inscrit aux monuments historiques le 31 juillet 1979.
En 2002, la DRAC, le conseil général du Doubs ainsi que la communauté de communes du Pays d'Ornans offrent des subventions pour aider le propriétaire à restaurer les lieux. Mais cette participation n'est plus possible depuis 2012, car les aides aux particuliers ne peuvent plus dépasser 80 % du coût d'entretien. La commune souhaite créer un écomusée pour faire vivre l'usine (projet qui faillit voir le jour en 1979).
Le 28 décembre 2017, une grande partie de l'aile nord du bâtiment s'est effondrée, faute d'entretien régulier.
En juillet 2023, une autre partie du bâtiment s'est également effondrée.

## Description
Cet édifice pré-industriel est agencé en « H » avec deux bâtiments parallèles reliés par un bâtiment transversal perpendiculaire. Ces bâtiments abritaient les deux fours à chaux, des logements et la salle des machines.
L'ensemble de la fabrique comprenait un logis, un kiosque avec toit en pavillon, un entrepôt en torchis où était stocké le bois, un atelier de fabrication et de séchage des tuiles et un bâtiment accueillant les fours à chaux surmonté d'une cheminée carrée d'évacuation des fumées faite de briques.